# زیردریایی یو-۶۱۰
زیردریایی یو-۶۱۰ (به انگلیسی: German submarine U-610) یک زیردریایی بود که طول آن ۶۷٫۱ متر (۲۲۰ فوت ۲ اینچ) بود. این زیردریایی در سال ۱۹۴۱ ساخته شد.